# San Saba County
San Saba County je okres ve státě Texas v USA. K roku 2020 zde žilo 5 730 obyvatel. Správním městem okresu je San Saba. Celková rozloha okresu činí 2 950 km².